# Ivan Chrenka
Ivan Chrenka (* 15. července 1942) je bývalý československý basketbalista a trenér.
V československé basketbalové lize hrál 16 sezón v letech 1961-1978 za kluby Lokomotiva / BC Prievidza, Dukla Olomouc a Baník Handlová. Nejlepším umístěním bylo dvakrát páté místo (1973, 1976). V historické střelecké tabulce basketbalové ligy Československa (od sezóny 1962/63 do 1992/93) je na 19. místě s počtem 5365 bodů. 
V roce 1973 byl oceněn jako nejlepší basketbalista Slovenska.
Po skončení hráčské kariéry byl trenérem týmu BC Prievidza s nímž získal v československé basketbalové lize 1. místo v sezóně 1992-93 a 3. místo v sezóně 1990-91.

## Hráčská kariéra - kluby
- liga
- 1961-1963 Lokomotiva Prievidza - 9. místo (1962), 12. místo (1963)
- 1963-1965 Dukla Olomouc - 6. místo (1965), 7. místo (1964)
- 1966-1968 BC Prievidza - 8. místo (1967), 12. místo (1968)
- 1969-1978 BC Prievidza - 2x 5. místo (1973, 1976), 6. místo (1970), 7. místo (1974), 3x 8. místo (1972, 1975, 1977), 9. místo (1971), 10. místo (1978)
- 1979-1980 Baník Handlová - 11. místo (1980)
- V československé basketbalové lize celkem 16 sezón (1961-1979) a 5365 bodů (19. místo)

## Trenér
- Československá basketbalová liga
  - BC Prievidza - 1. místo (1993), 3. místo (1991)
- Slovenská basketbalová liga
  - Banská Bystrica, Žilina, Handlová, BC Prievidza (2002)
- BC Prievidza - mládež (od 2000)